# Casa de la cultura de la Universidad Autónoma de Sinaloa
Conocida también como Casa de la Cultura de la UAS Miguel Tamayo Espinosa de los Monteros. Es un centro cultural cuya sede se encuentra en una antigua edificación del siglo XIX, funciona bajo la dirección de la Universidad Autónoma de Sinaloa ubicada en la ciudad de Culiacán, estado de Sinaloa en el noroeste de México.
La Casa de la Cultura de la UAS está localizada en las calles Ángel Flores s/n y Teófilo Nori que hacen esquina a un costado poniente de la Plazuela Rosales.

## Reseña histórica
El edificio que ocupa actualmente el ente cultural fue originalmente hogar de la familia Almada Salido, cuyo jefe, don Jesús. Almada, fue dueño del ingenio azucarero "La Primavera", en Navolato, uno de los primeros complejos industriales emplazados en Sinaloa. El señor Almada era un entusiasta empresario, propietario de amplias extensiones de tierra y de fincas urbanas en la ciudad y el valle de Culiacán. La casa fue adquirida para contemporizar con su vecino, el gobernador Francisco Cañedo y su esposa, doña Francisca Bátiz y Bátiz. La casona es una de las más hermosas del Centro Histórico de la ciudad de Culiacán. Según Enrique Peña Gutiérrez, en dicho edificio nació la educación federal en Sinaloa al establecer en 1925 la Escuela Federal Tipo, donde impartieron clases las ilustres maestras Agustina Achoy y Concepción Ocaranza.
En 1928 la habitó el matrimonio formado por don Jesús María Chuma Tarriba y su esposa, doña Rosita Rodil. Poco después, la volvieron a ocupar los Almada, al fincar su residencia don Jorge Aletada Salido y su esposa, Alicia Calles Chacón. Pareja con vasta ascendencia social, abrieron las puertas de su casa para numerosos eventos públicos y privados. 
Las fiestas en ella ofrecidas fueron legendarias por la asistencia de celebridades de la esfera política, empresarial y artística del país y del extranjero. Otro dato interesante en que en dicha casa se filmó la película “Mariana”, basada en el cuento del mismo título de la escritora sinaloense Inés Arredondo, bajo la dirección de Juan Guerrero.
En 1983 la Universidad Autónoma de Sinaloa -UAS-, la adquirió durante el rectorado del licenciado Jorge Medina Viedas con objeto de destinarla como sede de las actividades de promoción y extensión cultural. Su primer director fue el maestro Miguel Tamayo (en el 2001 volvió a serlo). La casona, con un portal donde resaltan sus columnas de caobay desde el cual se mira un jardín con una enorme ceiba, es también sede de espacios  para exposiciones de arte, el Taller de Teatro de la UAS, fundado por el maestro y dramaturgo Oscar Liera, quien estrenó allí muchas de sus obras y montajes teatrales. 
A la fecha, la casa es el escenario de numerosas actividades como exposiciones de artes plásticas, recitales, conferencias, presentaciones de obras literarias y teatro.
En sus instalaciones funciona además una librería y las oficinas administrativas dedicadas a la promoción cultural universitaria y de la región sinaloense.

## Actividad cultural
La finalidad de la casa de la cultura de la UAS es promover el folclor, el arte en todas sus expresiones e incentivar la actividad cultural de la universidad y la ciudad de Culiacán para fusionarla y proyectarlas al mundo. Durante el año se realizan múltiples eventos en alianza con organismos públicos y privados del orden nacional e internacional.
Se destacan eventos como conversatorios, presentación de obras literarias, teatro, conciertos, recitales de poesía, cursos de verano, exposiciones entre otros actos culturales.

### Cursos de verano
Los cursos de veranos son ya tradicionales en la casa de la cultura en época de vacaciones escolares lugar al que acuden niños y adolescentes principalmente para la capacitación y desarrollo en diversas áreas de las artes.

#### Taller de pintura infantil
Los talleres se realizan todos los años en los meses de junio y julio, finalizando con exposiciones de los trabajos realizados.

### Exposiciones de arte
Con muestras periódicas de variadas expresiones de artistas regionales, nacionales e internacionales se dinamiza la actividad cultural de la Universidad Autónoma de Sinaloa. Algunas de sus exposiciones: 
- 2006 - “Silencios, Belleza y abstracción”, colectiva de arte colombiano.[29]

- 2010 - “Figuración y abstracción”, arte de Colombia y México.[30][31]

- 2014 - “Mundos Paralelos”, Exposición de carácter internacional, MAI.[32][33]

### Presentaciones de libros
- 2018 - Arte sin frontera por la paz

Remodelaciones
La casa de la cultura ha tenido diferentes remodelaciones manteniendo la originalidad y estilo de la edificación. En el año 2012 se le hicieron mejoras con una inversión que superó los cinco millones de pesos.